# Méfou-et-Afamba
Le Méfou-et-Afamba est un département situé dans la région du Centre au Cameroun. Son chef-lieu est Mfou.
Le département est issu de la division de l'ancien département de la Méfou en Méfou-et-Afamba et Méfou-et-Akono en 1995.

## Organisation territoriale
Le département est découpé en 8 arrondissements et/ou communes :
| COG    | Communes   | Chef-lieu  | Superficie (km²) | Population (2005) |
| ------ | ---------- | ---------- | ---------------- | ----------------- |
| CE0905 | Afanloum   | Afanloum   | 253              | 1 787             |
| CE0906 | Olanguina  | Assamba    | 230              | 4 801             |
| CE0903 | Awaé       | Awaé       | 532              | 15 888            |
| CE0907 | Edzendouan | Edzendouan | 404              | 4 436             |
| CE0902 | Esse       | Esse       | 839              | 16 822            |
| CE0901 | Mfou       | Mfou       | 500              | 37 209            |
| CE0908 | Nkolafamba | Nkolafamba | 330              | 14 494            |
| CE0904 | Soa        | Soa        | 326              | 30 588            |